# Phare de l'île Mary
Le phare de l'île Mary est situé sur la partie nord de l'île Mary, dans l'Alaska du Sud-Est, aux États-Unis.

## Histoire
Il a été ouvert en 1903 et faisait partie d'une série de phares érigés par le gouvernement américain pour guider les bateaux dans les eaux difficiles du Passage Intérieur.
En 1937, la construction de bois a été remplacée par un bâtiment en béton, avec, en arrière, deux maisons pour héberger les gardiens de phare.
En 1969, la station a été automatisée et il ne subsiste plus qu'une dépendance inutilisée. Les installations ayant été déplacées.
En 2005 le phare a été inscrit au National Register of Historic Places.

## Sources
- (en) USCG

- (en) Cet article est partiellement ou en totalité issu de l’article de Wikipédia en anglais intitulé « Mary Island Light » (voir la liste des auteurs).